# Dolichotachina
Dolichotachina är ett släkte av tvåvingar. Dolichotachina ingår i familjen köttflugor.
Kladogram enligt Catalogue of Life:
| Dolichotachina | \| \| Dolichotachina bechuanae \| \| \| \| \| \| Dolichotachina beckeri \| \| \| \| \| \| Dolichotachina bona \| \| \| \| \| \| Dolichotachina caudata \| \| \| \| \| \| Dolichotachina cuthbertsoni \| \| \| \| \| \| Dolichotachina discreta \| \| \| \| \| \| Dolichotachina eos \| \| \| \| \| \| Dolichotachina fuscata \| \| \| \| \| \| Dolichotachina grandis \| \| \| \| \| \| Dolichotachina lachaisei \| \| \| \| \| \| Dolichotachina melanura \| \| \| \| \| \| Dolichotachina proxima \| \| \| \| \| \| Dolichotachina rhodesiensis \| \| \| \| \| \| Dolichotachina tenuis \| \| \| \| |
|                | \| \| Dolichotachina bechuanae \| \| \| \| \| \| Dolichotachina beckeri \| \| \| \| \| \| Dolichotachina bona \| \| \| \| \| \| Dolichotachina caudata \| \| \| \| \| \| Dolichotachina cuthbertsoni \| \| \| \| \| \| Dolichotachina discreta \| \| \| \| \| \| Dolichotachina eos \| \| \| \| \| \| Dolichotachina fuscata \| \| \| \| \| \| Dolichotachina grandis \| \| \| \| \| \| Dolichotachina lachaisei \| \| \| \| \| \| Dolichotachina melanura \| \| \| \| \| \| Dolichotachina proxima \| \| \| \| \| \| Dolichotachina rhodesiensis \| \| \| \| \| \| Dolichotachina tenuis \| \| \| \| |
|                | Dolichotachina bechuanae |
|                | |
|                | Dolichotachina beckeri |
|                | |
|                | Dolichotachina bona |
|                | |
|                | Dolichotachina caudata |
|                | |
|                | Dolichotachina cuthbertsoni |
|                | |
|                | Dolichotachina discreta |
|                | |
|                | Dolichotachina eos |
|                | |
|                | Dolichotachina fuscata |
|                | |
|                | Dolichotachina grandis |
|                | |
|                | Dolichotachina lachaisei |
|                | |
|                | Dolichotachina melanura |
|                | |
|                | Dolichotachina proxima |
|                | |
|                | Dolichotachina rhodesiensis |
|                | |
|                | Dolichotachina tenuis |
|                | |